# Inspection fédérale de la sécurité nucléaire
L’Inspection fédérale de la sécurité nucléaire (IFSN, appelé en allemand Eidgenössisches Nuklearsicherheitsinspektorat ENSI) est l'autorité de surveillance suisse pour la sécurité et la sûreté des installations nucléaires dans le pays. Son siège est à Brugg dans le canton d'Argovie. Elle emploie environ 170 personnes.
Elle rend compte au Conseil fédéral mais doit mener sa surveillance indépendamment de considérations économiques ou politiques. Elle est chargée de la sécurité et la sûreté des cinq centrales nucléaires suisses (Beznau I et II, Gösgen, Leibstadt et Mühleberg) ainsi que des installations de recherche (Institut Paul Scherrer à Villigen, Université de Bâle et École polytechnique fédérale de Lausanne).

## Historique
Jusqu’à la fin de l’année 2008, la Division principale de la sécurité des installations nucléaires (DSN) assurait en Suisse la responsabilité de la surveillance technique des installations nucléaires. Cet organisme avait son siège dans la localité argovienne de Würenlingen.
La DSN vérifiait la sécurité des cinq centrales nucléaires en exploitation et d’autres installations nucléaires de Suisse. La DSN assurait également la fonction de surveillance de la radioprotection pour l’ensemble des installations nucléaires, ainsi que d’autres missions dans le domaine du stockage intermédiaire et du stockage de longue durée de déchets radioactifs. Contrairement à l’Allemagne où ces différentes fonctions sont assurées par des organismes distincts et relèvent même pour certaines de la responsabilité du Land, la DSN réunissait l’ensemble de ces missions sous un même toit. Ses activités étaient évaluées par un groupe d’experts réunis dans une Commission pour la sécurité des installations nucléaires (CSA) et intervenant à titre subsidiaire.
Toutes ces missions sont maintenant assurées par l’IFSN depuis le 1er janvier 2009. Par une décision parlementaire, la DSN était ainsi séparée de l’Office fédéral de l’énergie et transformée en une autorité de surveillance indépendante. Cette décision avait pour objet de satisfaire aux dispositions de l’accord international sur la sécurité nucléaire en matière d’indépendance de l’autorité de surveillance.

## Bases légales
L’organisation de l’IFSN est réglée dans la loi sur l’IFSN (LIFSN) . Les bases juridiques des activités de l’IFSN figurent pour l’essentiel dans la loi sur l’énergie nucléaire (LENu)  et dans la loi sur la radioprotection (LRaP) .

## Missions
Selon les dispositions de la loi sur l’énergie nucléaire, l’exploitant est responsable de la sécurité de ses installations . L’IFSN vérifie si l’exploitant satisfait à ses obligations et responsabilités et en tire une base d’appréciation propre à partir de ses propres analyses, inspections et entretiens de surveillance.
L’activité de surveillance de l’IFSN se subdivise en deux missions principales qui sont l’expertise des installations et la surveillance de leur exploitation :

### Expertise des installations

#### Principes de base et directives
L’expertise et la surveillance d’installations nucléaires sont fondées sur des lois, des directives et des principes fondamentaux scientifiques et techniques. Ces textes de référence définissent les exigences de sécurité et les critères sur lesquels s’oriente l’évaluation de l’IFSN. Les principes fondamentaux et les directives sont périodiquement mis à jour par l’IFSN en fonction de l’évolution des connaissances scientifiques et techniques. Pour ce faire, l’IFSN soutient la recherche dans le domaine de la sécurité nucléaire, est représentée dans plus de 70 commissions et groupes de travail internationaux du domaine de la sécurité de l’énergie nucléaire et participe à la mise à jour permanente des directives de sécurité internationales. Ces directives définissent entre autres les objectifs de radioprotection de l’exploitation d’installations nucléaires, règlent la procédure d’établissement de rapports sur l’exploitation et l’organisation de centrales nucléaires et définissent les spécifications applicables aux dépôts en couches géologiques profondes.

#### Expertises
L’IFSN élabore des expertises de sécurité lorsque les exploitants d’installations nucléaires déposent des demandes qui dépassent le cadre de l’autorisation d’exploitation existante. À titre d’exemple, les réexamens de sécurité périodique de l’ensemble des centrales nucléaires sont analysés en détail par l’IFSN qui en communique les résultats, assortis d’obligations éventuelles, sous la forme d’un rapport d’expertise.

#### Permis d’exécution
Les demandes de modifications d’installations nucléaires qui sont couvertes par des autorisations d’exploitation en cours de validité sont instruites par l’IFSN qui délivre un « permis d’exécution » en cas de décision positive. Les modifications apportées à des composants ou systèmes classifiés contribuant à la sécurité technique ou encore des modifications apportées à des spécifications techniques en constituent des exemples.

### Surveillance de l’exploitation

#### Contrôle, inspection et agrément
L’IFSN contrôle les rapports transmis par les exploitants, mène des entretiens de surveillance et vérifie les installations nucléaires, leur organisation et leur exploitation par des inspections menées sur place. Pour les titulaires de postes essentiels pour la sécurité et la sûreté des installations nucléaires, l’IFSN ne délivre d’agrément qu’à des personnes disposant des capacités et des formations nécessaires.

#### Révision
Chaque centrale nucléaire effectue tous les ans une révision qui dure plusieurs semaines et au cours de laquelle sont effectués sur place des travaux de maintenance et de réparation. Cet arrêt périodique des centrales est également mis à profit pour procéder au rechargement de combustible neuf. Les arrêts pour révision des centrales nucléaires sont accompagnés et surveillés par l’IFSN.

#### Surveillance radiologique
L’IFSN surveille le respect des prescriptions relatives à la protection contre les rayonnements ionisants et des limites de doses. Elle contrôle également les rejets radioactifs des centrales et le respect des limites d’émission. Elle détermine enfin l’exposition aux rayonnements ionisants de la population et du personnel des installations nucléaires.

#### Surveillance à distance et pronostic
L’IFSN exploite autour de chaque installation nucléaire un système de mesure destiné à la surveillance automatique du débit de dose ainsi qu’un système de transmission des paramètres relevés sur les installations des centrales nucléaires. Le recueil de toutes ces données permet à l’IFSN d’élaborer des pronostics de propagation éventuelle de radioactivité dans l’environnement en cas d’incident.

#### Traitement des événements
Les événements survenant dans des installations nucléaires suisses et étrangères font l’objet d’une exploitation systématique en ce qui concerne leur gravité du point de vue de la sécurité nucléaire. L’évaluation des mesures prises par l’exploitant permet de vérifier si les connaissances ainsi acquises sont transposables à d’autres installations nucléaires situées sur le territoire suisse. Si nécessaire, l’IFSN exige alors qu’il soit apporté les améliorations nécessaires.

#### État de préparation aux situations d’urgence
L’IFSN est intégrée à une organisation de portée nationale pour la maîtrise des conséquences d’accidents graves, dont fait entre autres partie la Centrale nationale d’alarme.

#### Évaluation de la sécurité
L’IFSN résume toutes les données acquises au cours de l’année en une évaluation récapitulative de la sécurité. Elle en tire les éventuelles mesures à prendre et fixe à partir de ces données son propre calendrier de surveillance futur. L’IFSN rend compte au public, sous la forme de rapports annuels, de la sûreté des installations nucléaires, de la radioprotection, de l’expérience tirée de l’exploitation et des activités de recherche.

## Analyses effectuées après l’accident de réacteur de Fukushima
Après la catastrophe nucléaire de Fukushima, l’IFSN a procédé à l’analyse des événements avec une équipe interdisciplinaire d’experts. Les résultats de cette analyse ainsi que les leçons tirées ont été présentés au public dans quatre rapports publiés entre les mois d’août et de décembre 2011.
De plus, les centrales nucléaires suisses ont dû prouver après Fukushima qu’elles maîtrisaient une crue des 10 000 ans, un séisme des 10 000 ans ainsi qu’une montée des eaux consécutive à un séisme. La Suisse a également participé de son plein gré au test de résistance imposé par l’UE. À la suite de ces vérifications, les centrales nucléaires suisses ont dû procéder à différentes mesures d’amélioration.

## Bilan par année

### 2009
En 2009, les installations nucléaires suisses ont signalé 24 événements soumis au devoir de notification. Onze de ces événements ont concerné les deux réacteurs de la centrale nucléaire de Beznau, quatre celle de la centrale nucléaire de Mühleberg, trois celle de la centrale nucléaire de Gösgen et quatre celle de la centrale nucléaire de Leibstadt. Il s’y ajoute deux événements concernant les installations nucléaires du PSI. L’événement de Beznau du 3 août 2009 a été classé au niveau 2 de l’échelle internationale INES, l’événement du 24 juin 2008, signalé avec retard, de la centrale nucléaire de Gösgen au niveau 1 et les autres événements de l’exercice au niveau 0.

### 2010
En 2010, les 41 événements signalés par les installations nucléaires suisses et soumis au devoir de notification se sont répartis comme suit : dix cas ont concerné les deux réacteurs de centrale nucléaire de Beznau, onze cas la Gösgen, cinq cas celle de Leibstadt et quatorze cas celle de Mühleberg. Dans le cas de la centrale nucléaire de Mühleberg, l’IFSN relativise les événements en rappelant qu’ils se sont produits « pour l’essentiel » lors de la mise en service de nouveaux équipements. Les installations nucléaires du PSI ont été affectées en 2010 par deux incidents soumis au devoir de notification, mais classés au niveau 0 de l’échelle INES. L’IFSN n’a aucun événement à signaler sur les deux réacteurs de recherche de l’Université de Bâle et de l’École polytechnique fédérale de Lausanne. 40 événements sur 41 ont été classés au niveau 0 de l’échelle INES. Un événement qui s’est produit le 31 août 2010 lors de la révision de la centrale nucléaire de Leibstadt a été classé par l’IFSN au niveau 2 de l’échelle INES. Un plongeur a en effet dépassé la dose absorbée admissible de 20 millisieverts (mSv) par an. Mais les limites prévues par la loi sur la radioprotection n’ont en aucun cas été dépassées dans ce cas particulier.

### 2011
Il a été enregistré en 2011 un total de 31 événements soumis au devoir de notification dans les centrales nucléaires suisses. Trente d’entre eux ont été classés au niveau 0 et un au niveau 1 de l’échelle INES. Sept événements se sont produits à la centrale nucléaire de Beznau sur les tranches 1 et 2, cinq ont concerné la centrale nucléaire de Gösgen, onze la centrale nucléaire de Leibstadt, quatre la centrale nucléaire de Mühleberg, trois les installations nucléaires de l’Institut Paul Scherrer et un le réacteur de recherche de l’École polytechnique fédérale de Lausanne. L’IFSN n’a eu aucun événement à signaler pour l’entrepôt ZWILAG et le réacteur de recherche de l’Université de Bâle. L’événement de niveau INES-1 résulte du colmatage possible de la prise d’eau du système de refroidissement piloté par le poste de commande de secours en cas de crue extrême sur la centrale nucléaire de Mühleberg. Cette constatation a imposé à l’exploitant FMB Énergie SA l’arrêt des installations avant la date prévue pour la révision annuelle afin d’installer les équipements complémentaires nécessaires.

### 2012
En 2012, les installations nucléaires suisses ont signalé 35 événements soumis au devoir de notification. Quatorze événements ont été signalés à la centrale nucléaire de Beznau, neuf ont concerné la centrale nucléaire de Gösgen, cinq la centrale nucléaire de Leibstadt, six la centrale nucléaire de Mühleberg et deux les installations nucléaires de l’Institut Paul Scherrer. L’IFSN n’a eu aucun événement à signaler pour l’entrepôt de stockage intermédiaire ZWILAG, pour le réacteur de recherche de l’École polytechnique fédérale de Lausanne et pour le réacteur de recherche de l’Université de Bâle. Ces événements soumis au devoir de notification ont concerné quatre arrêts rapides de réacteurs : un aux centrales nucléaires de Mühleberg et de Gösgen et deux à la centrale nucléaire de Beznau. Un événement survenu en 2012 a été classé par l’IFSN au niveau 1 de l’échelle internationale INES qui s’étend de 0 à 7. Cet événement concerne un incident de fonctionnement sur la tranche 2 de la centrale nucléaire de Beznau : lors du test fonctionnel périodique du groupe électrogène diesel de secours, celui-ci a refusé de démarrer. Le moteur diesel a bien été mis en rotation à l’air comprimé, mais son allumage a échoué. Le personnel de maintenance spécialisé de la centrale a dû procéder à la purge de la conduite d’alimentation en carburant. Lors de l’essai de démarrage consécutif à cette intervention, le groupe a démarré normalement. Tous les autres événements de l’année ont présenté une gravité inférieure à ce qui est prévu par l’échelle INES et ont donc été classés au niveau 0.

### 2013
Il a été enregistré en 2013 un total de 37 événements soumis au devoir de notification dans les centrales nucléaires suisses. Dans les centrales nucléaires suisses, 34 événements sont survenus : sept événements concernaient dans les deux tranches de la centrale nucléaire de Beznau, sept la centrale nucléaire de Gösgen, sept celle de Leibstadt et 13 celle de Mühleberg. Aucun arrêt d’urgence du réacteur lors du fonctionnement de puissance n’a été recensé. Tous les événements survenus l’année dernière dans les centrales nucléaires ont été classés par l’IFSN au niveau 0 de l’échelle internationale d’appréciation des événements INES qui va de 0 à 7. L’IFSN n’a eu aucun événement à signaler pour l’entrepôt de stockage intermédiaire ZWILAG, pour les réacteurs de recherche et pour les installations nucléaires de l'Institut Paul Scherrer. En plus des événements devant être notifiés, l’IFSN tient compte d’autres éléments, notamment des résultats des quelque 460 inspections réalisées en 2013
.

### 2014
En 2014, les installations nucléaires suisses ont signalé 39 évènements soumis au devoir de notification. Cinq évènements concernaient la tranche 1 de la centrale nucléaire de Beznau, cinq la tranche 2 de cette même installation, onze la centrale de Gösgen, neuf la centrale de Leibstadt et huit la centrale de Mühleberg. Un évènement concernait le réacteur de recherche de l’Université de Bâle. Aucun évènement ne concernait les installations nucléaires de l’Institut Paul Scherrer, le dépôt intermédiaire de stockage central Zwilag à Würenlingen et le réacteur de recherche de l’École polytechnique fédérale de Lausanne.

### 2015
En 2015, les installations nucléaires suisses ont signalé 34 évènements soumis au devoir de notification. Quatre évènements concernaient la tranche 1 de la centrale nucléaire de Beznau, trois la tranche 2 de cette même installation, dix la centrale de Gösgen et la centrale de Leibstadt et sept la centrale de Mühleberg. Quatre évènements concernaient l’Institut Paul Scherrer. Un évènement concernait le réacteur de recherche de l’École polytechnique fédérale de Lausanne. Aucun évènement ne concernait les installations nucléaires du dépôt intermédiaire de stockage central Zwilag à Würenlingen et le réacteur de recherche de l’Université de Bâle.

### 2016
En 2016, le nombre des évènements soumis au devoir de notification et significatifs pour la sécurité nucléaire se situe au niveau des années précédentes. Les installations nucléaires suisses ont signalé 31 évènements soumis au devoir de notification. Sept évènements concernaient les tranches 1 et 2 de la centrale nucléaire de Beznau, douze la centrale de Gösgen, neuf la centrale de Leibstadt et trois la centrale de Mühleberg. Aucun évènement concernaient l’Institut Paul Scherrer, le réacteur de recherche de l’École polytechnique fédérale de Lausanne, les installations nucléaires du dépôt intermédiaire de stockage central Zwilag à Würenlingen et le réacteur de recherche de l’Université de Bâle .

### 2017
Le nombre des événements se situe à 29 annonces. On décompte trois événements à la CN de Beznau 1, quatre événements à la CN de Beznau 2, six événements à la CN de Gösgen, neuf événements à la CN de Leibstadt, trois événements à la CN de Mühleberg, deux événements dans les installations nucléaires du Paul Scherrer Institut et aucun événement dans le réacteur de recherche de l’EPFL. Un évènement au Centre de stockage intermédiaire pour déchets radioactifs (ZWILAG) et aucun évènement au réacteur de recherche de l’Université de Bâle.

### 2018
Au cours de l’exercice sous revue, on décompte dans les centrales nucléaires suisses au total 33 évènements devant être obligatoirement notifiés. Le nombre des évènements est resté ainsi en ligne avec celui des années passées. Au cours de l’exercice, nous avons, en qualité d’autorité de surveillance, classé 31 évènements au niveau 0 de l’Échelle internationale d’évènements nucléaires INES et deux au niveau 1. Les deux évènements classé INES-1 ont tous deux concerné la centrale nucléaire de Leibstadt. Cinque événements dans les installations nucléaires du Paul Scherrer Institut (PSI), dont un fut causé par tierce personne et n’est pas attribué au PSI et un événement dans le réacteur de recherche de l’EPFL. Aucun événement au Centre de stockage intermédiaire pour déchets radioactifs (ZWILAG), ni non plus au réacteur de recherche de l’Université de Bâle. Une disponibilité réduite des systèmes de refroidissement d’urgence à la centrale de Leibstadt a conduit à un classement INES-1 sur l’Échelle internationale des événements nucléaires et radiologiques de l’AIEA.

### 2019
En 2019, le nombre des évènements soumis au devoir de notification se situe à 34. Deux évènements concernaient la tranche 1, cinq la tranche 2 et deux évènements les tranches 1 et 2 de la centrale nucléaire de Beznau. Huit évènements concernaient la centrale de Gösgen, once la centrale de Leibstadt et deux la centrale de Mühleberg. Un événement à la centrale nucléaire de Gösgen concernant des convertisseurs de mesure de pression non testés pour leur aptitude aux conditions de défaillance a été classé par l’IFSN au niveau 1 de l’échelle internationale INES. Tous les autres évènements ont été classés avec INES-0. Trois évènements concernaient l’Institut Paul Scherrer, dont deux le réacteur de recherche de l’École polytechnique fédérale de Lausanne. Un évènement concernait les installations nucléaires du dépôt intermédiaire de stockage central Zwilag à Würenlingen.

### 2020
En 2020, 29 évènements soumis au devoir de notification ont eu lieu dans les installations nucléaires : Deux incidents concernaient la tranche 1 de la centrale nucléaire de Beznau, un la tranche 2 et cinq les deux tranches. La centrale nucléaire de Gösgen a enregistré six évènements soumis au devoir de notification, trois celle de Leibstadt et quatre celle de Mühleberg. L'Institut Paul Scherrer a connu trois évènements soumis au devoir de notification, trois le dépôt intermédiaire central et deux l'EPFL. Une erreur de montage sur des générateurs diesel de secours de la centrale nucléaire de Beznau a entraîné une évaluation INES 1. Les autres évènements ont été classés INES 0. En raison de la pandémie de Covid-19, les exploitants des installations nucléaires ont pris des mesures pour garantir les effectifs prévus et ont en partie adapté les révisions principales annuelles.

### Année d’exploitation 2021
En 2021, le nombre des évènements soumis au devoir de notification se situe à 24. Quatre évènements concernaient la tranche 1 et deux la tranche 2 de la centrale nucléaire de Beznau. Huit évènements concernaient la centrale de Gösgen, cinq la centrale de Leibstadt et trois la centrale de Mühleberg. Tous les incidents ont été classés au niveau 0 de l'échelle internationale des événements nucléaires INES. Deux incidents soumis au devoir de notification ont été enregistrés en 2021 dans les installations nucléaires du PSI. Le réacteur de recherche de l'EPFL ainsi que le dépôt intermédiaire central n'a enregistré aucun évènement soumis au devoir de notification en 2021.